# Asemum glabrellum
Asemum glabrellum là một loài bọ cánh cứng trong họ Cerambycidae.